# Detroit Cougars 1968
Questa pagina raccoglie i dati riguardanti i Detroit Cougars nelle competizioni ufficiali della stagione 1968.

## Stagione
La squadra rispetto alla stagione precedente venne completamente rifondata, e solo Walter Bruce venne richiamato in prestito dal Glentoran. La squadra, formata quasi esclusivamente da giocatori europei con qualche innesto haitiano e canadese, ottenne il quarto ed ultimo posto della Lakes Division, nonostante l'avvicendamento in panchina tra l'inglese Len Julians, entrato in conflitto con la società, ed il magiaro András Nagy.
La franchigia chiuse i battenti alla fine della stagione.

## Organigramma societario
Area direttiva
Area tecnica
- Allenatore: Len Julians, András Nagy
- Assistente allenatore: Roy Dwight
- Preparatore: Bill Gallagher

## Rosa
| N.    |                             | Ruolo | Calciatore        |
| ----- | --------------------------- | ----- | ----------------- |
| 0     | Inghilterra (bandiera)      | P     | Dick Howard       |
| 1     | Inghilterra (bandiera)      | P     | Jim Standen       |
| 2     | Scozia (bandiera)           | D     | Ken McDonald      |
| 3     | Inghilterra (bandiera)      | D     | Andy Burgin       |
| 4     | Inghilterra (bandiera)      | D     | Roy Cheetham      |
| 5     | Inghilterra (bandiera)      | C     | Bryan Snowdon     |
| 6     | Germania (bandiera)         | C     | Dirk Stülcken     |
| 7     | Irlanda del Nord (bandiera) | C     | Walter Bruce      |
| 8     | Canada (bandiera)           | C     | Terry Bidiak      |
| 8     | Scozia (bandiera)           | A     | Bill Cassidy      |
| 9     | Svezia (bandiera)           | A     | Lars Heineman     |
| 9/25  | Inghilterra (bandiera)      | A     | Len Julians       |
| 10    | Scozia (bandiera)           | C     | Willie Hunter     |
| 10/20 | Haiti (bandiera)            | C     | Jean-Claude Désir |

| N. |                             | Ruolo | Calciatore        |
| -- | --------------------------- | ----- | ----------------- |
| 11 | Germania (bandiera)         | A     | Wolfram Kaminke   |
| 12 | Ghana (bandiera)            | C     | Sam Acquah        |
| 14 | Danimarca (bandiera)        | A     | Jørgen Kristensen |
| 15 | Scozia (bandiera)           | C     | Tommy Coakley     |
| 16 | Scozia (bandiera)           | C     | Gus Moffat        |
| 17 | Canada (bandiera)           | C     | John Kerr         |
| 18 | Stati Uniti (bandiera)      | A     | Tony Bavarkis     |
| 18 | Danimarca (bandiera)        | A     | Vagn Hedeager     |
| 18 | Danimarca (bandiera)        | C     | Vagn Jensen       |
| 19 | Irlanda del Nord (bandiera) | A     | Barry Brown       |
| 21 | Haiti (bandiera)            | A     | Claude Barthélemy |
| 22 | Haiti (bandiera)            | A     | Edner Breton      |
| 23 | Inghilterra (bandiera)      | A     | Barry Rowan       |
| 24 | Germania (bandiera)         | P     | Manfred Kammerer  |